# Drain You
Drain You (рос. Дренувати тебе) — пісня американського грандж-гурту Nirvana, вперше вийшла на альбомі Nevermind в 1991 році. 1996 року live-версія пісні вийшла як промо-сингл концертного альбому From the Muddy Banks of the Wishkah.

## Версії пісні
- Версія, записана у студії Maida Vale 3 вересня 1991 року. Офіційно не випускалася і може бути знайдена лише на бутлеґах.
- Live-версія жовтня 1991 року вийшла на стороні «Б» синглу «Come As You Are» у 1992 році.
- Live-версія листопада 1991 року присутня на відео-альбомі Live! Tonight! Sold Out!! 1994 року.
- На концертному альбомі From the Muddy Banks of the Wishkah присутня live-версія грудня 1991 року.
- Демоверсія пісні вийшла на збірці With the Lights Out 2004 року. Версія була записана з Дейлом Кровером на барабанах та Дейвом Гролом на бас-гітарі.